# تارا استرانگ
تارا لین استرانگ (انگلیسی: Tara Lyn Strong؛ زاده ۱۲ فوریهٔ ۱۹۷۳) یک هنرپیشه کانادایی-آمریکایی است که کار صداپیشگی برای پویانمایی‌ها، و بازی‌های ویدئویی نیز ارائه می‌دهد. از انیمیشن‌های وی می‌توان به راگرتز، والدین نسبتاً عجیب و غریب، بن ۱۰، و بازی‌های ویدئویی همچون مورتال کامبت اکس، جک و داکستر، فاینال فانتزی ۱۰، لیگ عدالت در برابر پنج کشنده ، فاینال فانتزی ایکس-۲، سابرینا به روم می‌رود و بتمن: آرکهام اشاره کرد. همچنین صداپیشگی شخصیت miss minutes در سریال لوکی از دیگر کارهای وی است.

## زندگی شخصی
در سال ۱۹۹۹، تارا استرانگ با کریگ استرانگ، مشاور املاک و بازیگر سابق اهل ایالات متحده ملاقات کرد. این زوج در ۱۴ مه ۲۰۰۰ ازدواج کردند و دو پسر به نام‌های سامی (متولد فوریه ۲۰۰۲) و آدن (متولد اوت ۲۰۰۴) دارند. آنها در لس آنجلس زندگی می‌کردند و قبلاً صاحب ویس‌استارز، یک شرکت آنلاین بودند که به مردم آموزش می‌داد که چگونه وارد تجارت صوتی شوند. در ۲۴ ژوئیه ۲۰۱۹، او درخواست طلاق داد که در ۵ ژانویه ۲۰۲۲ قطعی شد. استرانگ یک گیاه‌خوار است. در سال ۲۰۱۳، او با یک موسسه خیریه به نام Bronies for Good همکاری کرد و به آنها کمک کرد تا به خانواده‌ای که دخترشان تومور مغزی داشت، کمک مالی کنند.